# Апоел (Хадера)
Апоел Хадера ФК (на иврит: מועדון כדורגל הפועל חדרה–גבעת אולגה שולם שוורץ) е израелски футболен клуб от град Хадера. Клубът понастоящем се състезава в израелската висша лига и играе своите мачове на стадион „Натаня“ в едноименния град, с капацитет 13 610 зрители. Основан е през 1930 година.
По време на войната с Палестина (1947-1949) престава да съществува.

## Успехи
- Висша лига на Израел
  - 6-о място (1): 2018/19

- Лига Леумит (Втора лига)
  -  Второ място (1): 2017/18

- Купа на Израел
  - 1/2 финалист (1): 2018/19

- Купа Тото Арцит
  -  Носител (2): 1985-1986, 1988-1989

## Български футболисти
- Ивайло Марков: 2021/22 - (27 мача - 0 гола)